# Szpak bramiński
Szpak bramiński (Sturnia pagodarum) – gatunek ptaka z rodziny szpakowatych (Sturnidae). Główna część jego zasięgu obejmuje subkontynent indyjski. Poza tym obszarem występuje na wschodzie Półwyspu Arabskiego, gdzie został introdukowany, a w 2011 stwierdzono pierwszy lęg w Tadżykistanie. Nie jest zagrożony wyginięciem. Część populacji podejmuje wędrówki.
Długość ciała wynosi 18–20 cm, masa ciała 40–54 g. U szpaków bramińskich dymorfizm płciowy objawia się w długości czuba na głowie, która u samców jest większa. Zarówno czoło, jak i ciemię z którego wyrastają wydłużone pióra tworzące czub są czarne. Płaszcz, grzbiet, pokrywy skrzydłowe i kuper są szare z brązowym nalotem. Spód ciała ma barwę cynamonową. Ogon szarobrązowy, wszystkie sterówki z wyjątkiem środkowej pary mają białe końcówki. Dziób żółty, zielonawy i niebieskawy u nasady odpowiednio górnej szczęki i żuchwy. Zasięg występowania szpaków bramińskich obejmuje południową Azję, od południowo-wschodniej części Tadżykistanu (pierwszy stwierdzony lęg: 2011), północno-wschodni Afganistanu, wschodni Pakistan oraz Indie. Część populacji z północnej części zasięgu obecna tylko w sezonie lęgowym, zaś na Cejlonie szpaki bramińskie występują tylko w sezonie zimowym; poza tym osiadłe. Zalatują do Azji Południowo-Wschodniej.
Środowiskiem życia szpaków bramińskich są otwarte lasy z drzewami zrzucającymi liście, zakrzewienia i tereny upraw niedaleko ludzkich siedlisk. Stwierdzane były do wysokości 4400 m n.p.m. Przebywają w parach, grupach lub większych stadach. Podczas żerowania dołączają również do ptaków innego gatunku. Żywią się owadami i innymi bezkręgowcami, owocami, kwiatami i nektarem. Jako przystosowanie do zjadania nektaru wykształciły podobną do szczoteczki końcówkę języka. Szukając pokarmu odwiedzają pastwiska dla bydła, a niekiedy podążają za pługami. Okres lęgowy trwa od lutego lub maja do sierpnia lub września, głównie od kwietnia do sierpnia. Gniazdo budowane jest w dziupli drzewa, niekiedy przejętej po ptakach innego gatunku, w szczelinie ściany, pod dachem i budce lęgowej. W niedbale zbudowanym z suchych traw, martwych liści, piór czy skrawków papieru gnieździe samica składa 3–5 jaj. Wysiadywanie trwa 12–14 dni. Młode opuszczają gniazdo po 18–21 dniach życia.

## Taksonomia
Po raz pierwszy naukowo gatunek opisał Johann Friedrich Gmelin w 1789. Nowemu gatunkowi nadał nazwę Turdus pagodarum. Holotyp pochodził z Wybrzeża Malabarskiego lub Wybrzeża Koromandelskiego (obydwa znajdują się w południowej części Indii). Wcześniej w 1783 John Latham opisał szpaka bramińskiego w swoim A general synopsis of birds nadając mu nazwę Pagoda Thrush (ang. Thrush – drozd; nazwa rodzaju Turdus, w którym umieścił ptaka Gmelin, również oznacza drozda). Podał te same miejsca występowania, co Gmelin. Zaznaczył, że ptak ten „spotykany jest głównie przy wieżach pagód”. Epitet gatunkowy pagodarum odnosi się właśnie do tych budowli. Tę samą lokalizację i typowe miejsce występowania wskazał dwa lata wcześniej, w 1781, francuski przyrodnik i podróżnik Pierre Sonnerat. Opisał ptaka żyjącego u Wybrzeża Malabarskiego i Koromandelskiego, którego nazwał Le Martin Brame (fr. brame – archaicznie bramin) ze względu na zwyczaj przebywania przy pagodach.
Obecnie (2021) Międzynarodowy Komitet Ornitologiczny umieszcza szpaka bramińskiego w rodzaju Sturnia. Uznaje go za gatunek monotypowy, podobnie jak autorzy Handbook of the Birds of the World. Wcześniej należał do rodzaju Sturnus, jednak w pierwszej dekadzie XXI wieku wyodrębniono z niego do Sturnia 4 gatunki na podstawie badań mtDNA. Lovette et al. zaproponowali, by te 4 gatunki wraz ze szpakiem bramińskim przenieść do rodzaju Temenuchus Cabanis 1815. Nie jest to jednak nazwa ważna, gdyż pierwszeństwo ma Sturnia Lesson, 1837. Data 1815 musi być pomyłką, jako że pierwszy raz opublikowano nazwę Temenuchus w Museum Heineanum z datą wydania 1850–1851. Pod nazwą Temenuchus pagodarum szpak bramiński występuje jednak na przykład w monografii Starlings and Mynas (2010).
Badany był kariotyp szpaka bramińskiego. 2n=80 lub 2n=82.

## Morfologia i anatomia
Długość ciała wynosi 18–20 cm, masa ciała 40–54 g. Wymiary szczegółowe podane w milimetrach wraz z liczbą zmierzonych osobników (n) podano w poniższej tabeli.
| Płeć   | n  | Długość skrzydła | n  | Długość ogona | n  | Długość dzioba | n  | Długość skoku |
| ------ | -- | ---------------- | -- | ------------- | -- | -------------- | -- | ------------- |
| samiec | 12 | 102,5–112        | 12 | 60–70         | 26 | 18–23,5        | 26 | 26–30,3       |
| samica | 12 | 98–108,5         | 12 | 59–68         | 26 | 18–23,5        | 26 | 26–30,3       |

Czoło i ciemię są czarne i połyskliwe. Ciemię porastają pióra wydłużone i zjeżone, u samców dłuższe, niekiedy zachodzące na środek grzbietu i zakrywające kasztanowe pióra karku. Broda, gardło, górna część piersi, boki szyi i karku mają barwę cynamonową. Pióra w górnej części piersi wyróżniają się jasnymi stosinami i nastroszeniem. Brzuch porastają pióra cynamonowe, po bokach ciała bardziej szare. Płaszcz, grzbiet, pokrywy skrzydłowe i kuper są szare z brązowym nalotem. Lotki I rzędu mają barwę ciemnobrązową, pozbawioną połysku. U nasady są białe, podobnie jak i spód ciała. Sterówki szarobrązowe z białymi końcówkami (nie ma jej środkowa para), szerszymi na zewnętrznych sterówkach. Dziób żółty, nasada górnej szczęki jest zielonawa, nasada żuchwy – niebieskawa. Ukształtowanie żuchwy widzianej od spodu jest typowe dla owocożernych ptaków takich jak przedstawiciele Gracula. Nogi i stopy cytrynowożółte, tęczówka jasnozielona lub jasnoniebieska. Za okiem obecny jest płat nagiej białej skóry. Obydwa ptaki z pary są ubarwione podobnie, samice wyróżnia krótszy czub. Osobniki młodociane cechuje matowość upierzenia i bardziej brązowy grzbiet. Mają brązowy wierzch głowy, pozbawiony czuba i bez najeżonych piór. Spód ciała jest bardziej płowy, nogi różowawe, brak niebieskiej nasady dzioba. Tęczówka szara. Kompletne pierzenie ma miejsce w październiku i listopadzie. Młode w swojej 1. zimie są nieodróżnialne od dorosłych.
Koniec języka u szpaków bramińskich przypomina swoją formą szczoteczkę (według jednego z opisu wygląda na „wystrzępiony” i „w połowie rozgałęziony”), co ma związek ze zjadaniem przez te ptaki nektaru.

## Zasięg występowania
Zasięg występowania szpaków bramińskich ciągnie się od skrajnie południowo-wschodniej części Tadżykistanu (dystrykt Iszaszim) i północno-wschodniego Afganistanu na wschód po zbocza górskie we wschodnim Nepalu i Bengal Zachodni, dalej na południe po wschodni Pakistan i położoną na półwyspie część Indii. Poza sezonem lęgowym szpaki te spotykane są także na Cejlonie, głównie na wybrzeżach. W Tadżykistanie pierwszy lęg stwierdzono w 2011. Obserwowano parę szpaków bramińskich zbierających materiał na gniazdo, którego jednak nie odnaleziono. Według Alego i Ripleya jeszcze w 1987 nie było wiadomo o występowaniu tego ptaka w Nepalu, jednak jest to nieprawdą – jego występowanie w tym kraju odnotował już XIX-wieczny ornitolog Brian Houghton Hodgson. W większej części zasięgu szpaki bramińskie są osiadłe, miejscami podejmują sezonowe wędrówki, szczególnie związane z pojawianiem się monsunów. W północnej części zasięgu w Pakistanie i Kaszmirze występują jedynie w porze letniej. Przybywają tam w kwietniu lub maju.
Na Półwyspie Arabskim występuje populacja wywodząca się prawdopodobnie od uciekinierów z niewoli. W Zjednoczonych Emiratach Arabskich istnieje populacja lęgowa, w Omanie szpaki bramińskie regularnie się pojawiają (we wrześniu 2010 miała miejsce 10. obserwacja w kraju). Ich występowanie w okolicach Dubaju zaczęto dostrzegać w 1985, w maju 1987 i w 1988 odnotowano lęgi. Istnieje kilka stwierdzeń spoza normalnego zasięgu występowania. W marcu 1977 w środkowej Tajlandii obserwowano cztery osobniki w towarzystwie szpaków chińskich (S. sinensis). Na tej podstawie niektórzy autorzy uznawali szpaka bramińskiego za ptaka bardzo rzadko zalatującego do Tajlandii, jednak do 2016 dokonano tam łącznie 17 obserwacji. Część dodatkowo opatrzono fotografiami i umieszczono w bazie Bird Conservation Society of Thailand. Przed 1987 szpak bramiński był obserwowany w Junnanie (południowo-zachodnie Chiny). W Mjanmie z wyjątkiem jednej informacji z 1875 o obserwacji w Rakhine do 2016 najprawdopodobniej nie było innych stwierdzeń. Zachowały się jednak wykonane w październiku 2012 zdjęcia pary szpaków bramińskich wykonane w okolicy uniwersytetu w Myeik. W Kambodży odnotowany raz w prowincji Siĕm Réab (2007), w Malezji – dwukrotnie, w grudniu 2014 i w styczniu 2015, w stanie Perlis. W Singapurze stwierdzony trzy razy – w 1971, 1988, 2016.

## Ekologia i zachowanie

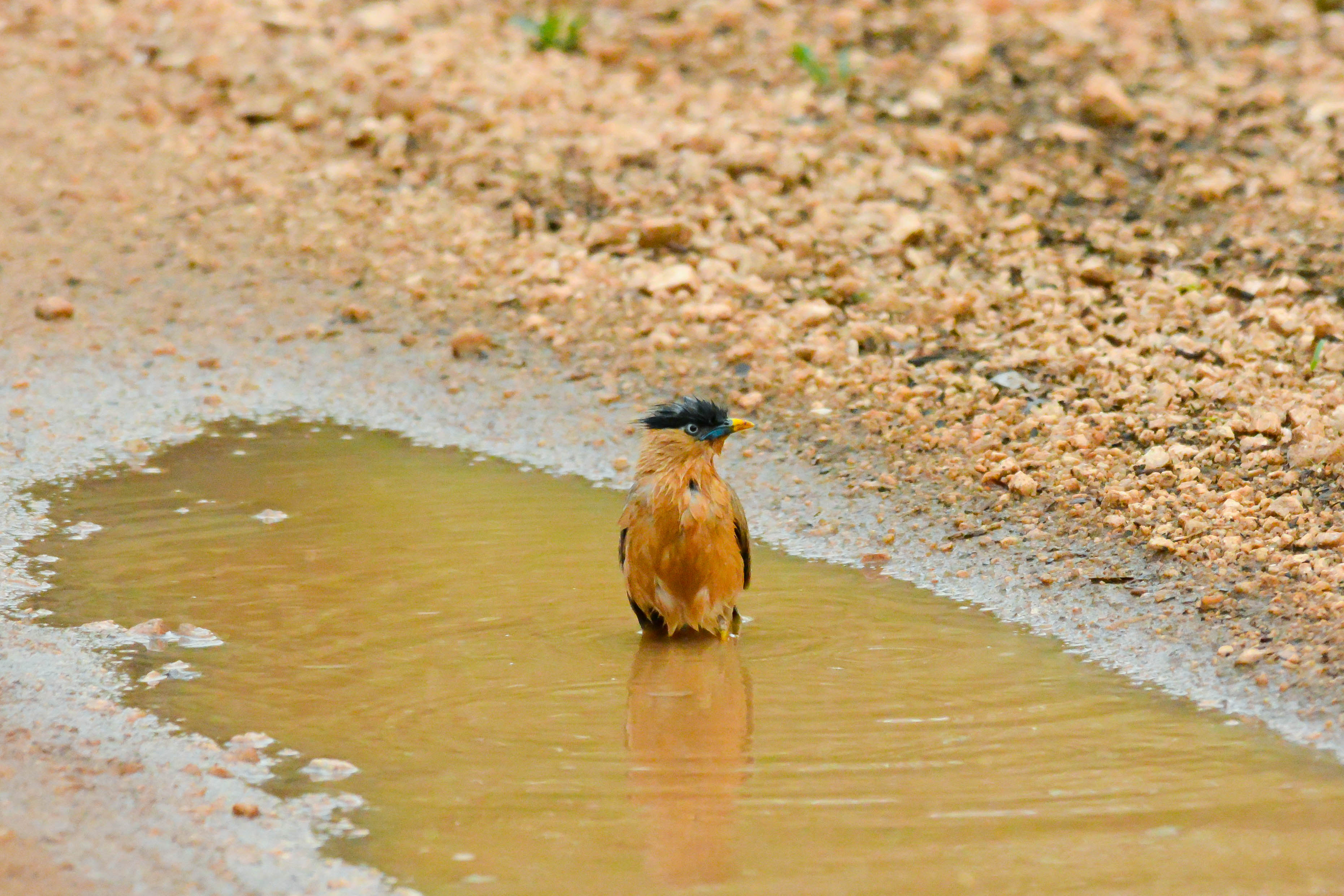
Szpak bramiński w kąpieli w kałuży

Środowiskiem życia szpaków bramińskich są otwarte lasy z drzewami zrzucającymi liście, zakrzewienia i tereny upraw niedaleko ludzkich siedlisk. Unikają pustyń i obszarów półpustynnych oraz wilgotnych lasów. W Pakistanie występują głównie w dnach dolin, w których uprawy ryżu poprzeplatane są sadami owocowymi i skupiskami wysokich drzew. Na Cejlonie spotykane są przeważnie na wybrzeżu, w otwartych zakrzewieniach lub wśród ludzkich osiedli. W Pakistanie i Kaszmirze pojawiają się głównie na wysokości 900–1800 m n.p.m., niekiedy do 4400 m n.p.m. W Tadżykistanie lęg stwierdzono na wysokości 2750 m n.p.m. W Nepalu głównie na wysokości 75–915 m n.p.m., ogółem do 3050 m n.p.m. – na takiej wysokości miała miejsce obserwacja z doliny Langu (północno-zachodni Nepal) z maja 1983.
Szpaki bramińskie są towarzyskie. W porównaniu do szpaków szarogłowych (S. malabarica) wykazują mniejsze przywiązanie do drzew. Żyją w parach lub grupach liczących od 4 do 7 osobników, jeśli pożywienie pojawia się obficie, łączą się w większe stada. Podobnie czynią w trakcie wspólnego odpoczynku. Chętnie dołączają się do szpaków szarogłowych i innych owoco- i nektarojadów, na przykład bilbili czerwonoplamych (Pycnonotus cafer). Żerując na pastwiskach łapią przepłoszone przez bydło owady wraz ze szpakami srokatymi (Gracupica contra), majnami szarymi (Acridotheres fuscus) i brunatnymi (Acridotheres tristis). Podążają także za pługiem podczas orki, korzystając z wydobytych z gleby bezkręgowców. Poruszają się typowo dla szpaków – żwawo i w wyprostowanej pozycji. Lot wydaje się być wolniejszy i mniej zwinny, niż u majn z rodzaju Acridotheres. Szpaki bramińskie wiele czasu w ciągu doby spędzają na odpoczynku na drzewach. Nie są płochliwe względem ludzi.
Szpaki bramińskie żerują na kwitnących i owocujących drzewach lub na ziemi, szczególnie wśród pasącego się bydła. Ich pożywieniem są owady i inne bezkręgowce, owoce (w tym jagody), kwiaty i nektar. Dorosłe osobniki zjadają pająki (Araneae) i ślimaki (Gastropoda) oraz, jak wykazały badania zawartości żołądka, prostoskrzydłe (Orthoptera), mrówkowate (Formicidae) i chrząszcze (Coleoptera). Spożywane przez nie owoce należą do różnorodnych roślin, są to między innymi owoce figowców (Ficus), lantany pospolitej (Lantana camara), Salvadora persica i S. oleides, głożyny (Zizyphus), czapetek (Syzygium), Bridelia, Manilkara hexandra, silnie trującej tewencji peruwiańskiej (Cascabela thevetia). Zjadają także mięsiste kwiaty Madhuca longifolia, części kwiatów Butea i Grevillea i nektar kwiatowy wełniaków (Bombax), koralodrzewi (Erythrina), Butea i kaparów (Capparis). Badania prowadzone w Dehradun (stolica stanu Uttarakhand) wykazały sezonową zmienność w składzie pożywienia. Ich wyniki opublikowano w 1984. Były pierwszymi badaniami poświęconymi składowi pokarmu, w których uwzględniono analizę zawartości żołądków zamiast opierania się wyłącznie na obserwacjach. W wybranej lokalizacji ulubionym pokarmem szpaków bramińskich były jagody lantany pospolitej, gatunku inwazyjnego obcego dla Indii. Prawdopodobnie szpaki odegrały znaczącą rolę w rozsiewaniu tej niepożądanej rośliny.
Pieśń szpaka bramińskiego składa się z różnorodnych dźwięków, także naśladujących głosy innych gatunków. Opisywana była jako przyjemny dla ucha nieregularny szczebiot z wplecionymi głosami innych ptaków, również jako dźwięczniejsza od pieśni majny brunatnej. Szpaki bramińskie śpiewają z zacienionej gałęzi, zwykle samce stawiają wtedy czub i stroszą upierzenie. Według innego źródła śpiewają także z ziemi. Prócz śpiewu wydają z siebie rozmaite rechoczące i skrzeczące dźwięki. Jeden z autorów opisał trzy rodzaje pieśni: głośną pieśń terytorialną, drugą – mającą na celu przywabienie partnerki i trzecią – wykonywaną przez obydwa ptaki z pary przed i po kopulacji. Wśród głosów kontaktowych tych ptaków jest podobny do skrzeczenia papug ostry dźwięk poprzedzony innym, nosowym. Alarmują zgrzytliwym churr (zapis w transkrypcji angielskiej). Częstotliwość głosu kontaktowego szpaka bramińskiego waha się od 2600 do 4300 Hz, stwierdzono również głosy o nieco niższej częstotliwości i w okolicach 10 000 Hz.

### Lęgi
Okres lęgowy trwa od lutego lub maja do sierpnia lub września, głównie od kwietnia do sierpnia. W południowej części zasięgu zwykle rozpoczyna się wcześniej niż w północnej. Pora lęgów u tych ptaków podyktowana jest fotoperiodyzmem. Lęgi kończą się, gdy szpaki bramińskie uodparniają się na stymulujące działanie długiej ekspozycji na światło dnia. Udowodniono również, że długość dnia wpływa także na wzrost masy ciała i powiększenie się jąder. Wyniki były spójne z dotychczasową koncepcją, wedle której masa ciała u ptaków zwiększa się przed powiększeniem się gonad. Jeden z autorów opisał zaloty odbywające się na ziemi. Śpiewający samiec stoi wyprostowany na ziemi z odchyloną do tyłu głową, nastroszonym upierzeniem, postawionym czubem i porusza rozłożonym ogonem. Kopulacja zwykle ma miejsce na ziemi, czasami też na drzewie lub dachu budynku. Jeśli jest dostępna odpowiednia ilość dziupli, szpaki bramińskie mogą gniazdować kolonijnie. Gniazdo budowane jest w dziupli drzewa, nierzadko zostaje przejęte po sikorach (Paridae), brodaczach (Capitonini) czy dzięciołowatych (Picidae), na przykład dzięciołów pakistańskich (Dendrocopos assimilis). Wykorzystywane są również szczeliny w ścianach lub pod dachami oraz budki lęgowe. Opisywane były przykłady sporów o zajętą dziuplę z pstrogłowem nakrapianym (Psilopogon zeylanicus) i aleksandrettą obrożną (Psittacula krameri).
Gniazdo zbudowane jest niedbale z suchych traw, martwych liści, piór czy skrawków papieru. Wyściełane zostaje delikatniejszym materiałem. W jego budowie, trwającej 12–25 dni, uczestniczą obydwa ptaki z pary. Wymiary dla 100 jaj: 21,8–29,2 na 16,8–20,3 mm. Zniesienie liczy 3–5 jaj. Skorupka ma barwę jasnoniebieską lub jasnego błękitu pruskiego, pozbawiona jest wzorów. Składane są w odstępach 24-godzinnych. Inkubacja trwa około 12 dni (12–14). W wysiadywaniu uczestniczą obydwa ptaki z pary, samica jednak w większym stopniu. Podczas wysiadywania jest karmiona przez samca. Nad młodymi sprawują opiekę obydwoje rodzice. Początkowo wynoszą także skorupki jaj oraz odchody potomstwa. Młode opuszczają gniazdo po 18–21 dniach. Szpaki bramińskie mogą wyprowadzać dwa lub trzy lęgi.

## Status i zagrożenia
IUCN uznaje szpaka bramińskiego za gatunek najmniejszej troski (LC, Least Concern) nieprzerwanie od 1988 (stan w 2019). BirdLife International uznaje trend liczebności populacji za nieznany. Wymienia 8 ostoi ptaków IBA, w którym odnotowano ten gatunek; wszystkie znajdują się w Nepalu. Są to między innymi parki narodowe Bardia i Ćitwan oraz Ghodaghodi Tal. Poza tym występują między innymi w indyjskich parkach narodowych Chandoli (Ghaty Zachodnie), Dudhwa (Uttar Pradesh; w 1998 nieczęsty), Sariska (Radżastan), Manas (Asam) oraz pakistańskim Margalla Hills. Są lokalnie pospolite, być może w swojej północnej części ich zasięg występowania poszerza się. 
W Indiach są trzymane jako ptaki ozdobne ze względu na swój śpiew. Łatwo oswajają się w niewoli. Dla rolników są ptakami pożytecznymi, bowiem zjadają pasożyty upraw roślin z kilku grup roślin uprawnych, między innymi turkuciami (Gryllotalpa).